# مسابقات ژیمناستیک هنری مردان اروپا ۲۰۱۲
مسابقات ژیمناستیک هنری اروپا ۲۰۱۲ سی‌امین دوره مسابقات ژیمناستیک هنری مردان اروپا است.
این مسابقات از ۲۳ تا ۲۷ مه ۲۰۱۲ در مون‌پلیه، فرانسه در دو بخش بزرگسالان و جوانان برگزار شده است.

## جدول مدال‌ها

### بزرگسالان
| رتبه  | کشور           | طلا | نقره | برنز | مجموع |
| ۱     | روسیه          | ۲   | ۱    | ۲    | ۵     |
| ۲     | رومانی         | ۱   | ۱    | ۱    | ۳     |
| ۳     | بریتانیای کبیر | ۱   | ۱    | ۰    | ۲     |
| ۴     | یونان          | ۱   | ۰    | ۱    | ۲     |
| ۵     | آلمان          | ۱   | ۰    | ۰    | ۱     |
| ۵     | مجارستان       | ۱   | ۰    | ۰    | ۱     |
| ۷     | اوکراین        | ۰   | ۲    | ۰    | ۲     |
| ۸     | ایتالیا        | ۰   | ۱    | ۰    | ۱     |
| ۸     | کرواسی         | ۰   | ۱    | ۰    | ۱     |
| ۱۰    | ارمنستان       | ۰   | ۰    | ۱    | ۱     |
| ۱۰    | فرانسه         | ۰   | ۰    | ۱    | ۱     |
| ۱۰    | اسرائیل        | ۰   | ۰    | ۱    | ۱     |
| ۱۰    | اسلوونی        | ۰   | ۰    | ۱    | ۱     |
| مجموع | مجموع          | ۷   | ۷    | ۸    | ۲۲    |

### جوانان
| رتبه  | کشور           | طلا | نقره | برنز | مجموع |
| ۱     | بریتانیای کبیر | ۵   | ۱    | ۰    | ۶     |
| ۲     | روسیه          | ۲   | ۱    | ۱    | ۴     |
| ۳     | هلند           | ۱   | ۰    | ۰    | ۱     |
| ۴     | رومانی         | ۰   | ۲    | ۰    | ۲     |
| ۵     | سوئیس          | ۰   | ۱    | ۵    | ۶     |
| ۶     | بلژیک          | ۰   | ۱    | ۱    | ۲     |
| ۷     | فرانسه         | ۰   | ۱    | ۰    | ۱     |
| ۷     | آلمان          | ۰   | ۱    | ۰    | ۱     |
| ۹     | کرواسی         | ۰   | ۰    | ۱    | ۱     |
| ۹     | ترکیه          | ۰   | ۰    | ۱    | ۱     |
| مجموع | مجموع          | ۸   | ۸    | ۹    | ۲۵    |